# Hochstett
Hochstett település Franciaországban, Bas-Rhin megyében. Lakosainak száma 421 fő (2022. január 1.). Hochstett Batzendorf, Berstheim, Mommenheim, Wahlenheim és Wittersheim községekkel határos.

## Népesség
A település népességének változása:
| Lakosok száma | 324  | 353  | 372  | 373  | 373  | 384  | 396  | 409  | 421  |
|               | 2013 | 2015 | 2016 | 2017 | 2018 | 2019 | 2020 | 2021 | 2022 |